# 纳瓦乡
纳瓦乡，是中华人民共和国新疆维吾尔自治区和田地區洛浦县下辖的一个乡镇级行政单位。

## 行政区划
纳瓦乡下辖以下地区：
阿恰墩村、诺布依村、艾买什兰干村、阿亚格尕帕村、纳瓦村、巴什尕帕村、纳瓦喀哈那村、纳瓦库木巴克村、尕帕阿日希村、托万喀拉克尔村、巴什喀拉克尔村、格加阿日希村和西依提勒克村。